# Julien Gaelens
Julien Gaelens (Assenede, 29 agosto 1939 – Eeklo, 29 giugno 2011) è stato un ciclista su strada belga.

## Carriera
Professionista dal 1963 al 1966, e nuovamente dal 1969 al 1970 ottenne due vittorie tra i professionisti, oltre ad un secondo posto alla Gullegem Koerse del 1970. 
Alla Flandria fu gregario di Willy Bocklant e di Guido Reybrouck.
È morto nel 2011 in un incidente stradale.

## Palmarès
- 1964

Tre giorni delle Fiandre Occidentali
- 1969

Moerbeke-Waas